# 4145-ös mellékút (Magyarország)
A 4145-ös számú mellékút egy bő 31 kilométer hosszú, négy számjegyű országos közút Szabolcs-Szatmár-Bereg vármegye északi részén. Ajaktól húzódik Záhony térségéig – Zsurkig –, az útjába eső települések többségének belterületeit részben vagy teljesen elkerülve. Néhány évtizeddel ezelőtt a túlnyomó része – a kezdőpontjától Tiszabezdéd déli határszéléig tartó, több mint 22 kilométeres szakasza – a 4-es főút része volt.

## Nyomvonala
Ajak belterületének nyugati szélén indul, a 4-es főúttól elválva. Kiindulási csomópontjának több jellegzetessége is egyértelműen mutatja, hogy korábban még a főút belterületen átvezető szakasza volt, csak a nyugati elkerülő szakasz átadása után vált alárendelt mellékúttá. Jelenlegi kezdőpontjával azonos helyen ágazik ki a 4-es főútból az ellenkező irányban, nyugat, majd északnyugat felé a 38 139-es számú mellékút, amely a zsákfalunak számító Rétközberencsre vezet.
Első szakasza a Vasút út nevet viseli, így húzódik a településen északkeleti irányban. Mintegy 850 méter után kiágazik belőle délkelet felé a 41 104-es számú mellékút, Ajak központja és keleti része felé, pár száz méterrel arrébb pedig újabb elágazása következik: ezúttal északnyugati irányban válik el tőle a 38 325-ös út, amely a (Budapest–)Budapest–Záhony-vasútvonal Ajak megállóhelyére vezet. Bő másfél kilométer után az út elhagyja a lakott terület északi szélét, nem sokkal azután pedig keresztezi a vasút vágányait.
2,8 kilométer táján lépi át Kisvárda határát, majd bő fél kilométerrel arrébb egy körforgalomba ér, ahol a 4153-as úttal keresztezik egymást. Nem sokkal ezután eléri a belterület szélét, ahol az Attila út nevet veszi fel, de körülbelül 4,5 kilométer után nevet vált: következő elágazásánál, ahol a 4154-es út lép ki belőle, már a Dózsa György út nevet viseli. A belvároson több irány- és névváltással – Vörösmarty Mihály út, Aradi vértanúk tere, Zrínyi tér, Szabolcs vezér utca, majd Hunyadi utca néven – halad át, közben kiágazik belőle a Kisvárda vasútállomásra (és a város autóbusz-állomására) vezető 41 301-es út és a 4108-as út Vásárosnamény irányába.
A városközpont északi részén, 6,6 kilométer után újabb körforgalmon halad át, ebbe a csomópontba nyugat felől a 4149-es út csatlakozik, észak felé pedig a 3832-es út indul Döge felé. Ebből a körforgalomból kelet-északkeleti irányban halad tovább, Liptay Béla út néven, elhalad Kisvárda-Hármasút megállóhely mellett, majd újból keresztezi a vasutat. Egy rövid szakaszon a Hármas út nevet viseli, majd – csaknem pontosan egy kilométerrel az előző után – ismét egy körforgalomba ér: keletnek innen a Papra vezető 4109-es út, kelet-északkeletnek a Jékére vezető 4111-es út ágazik ki, a 4145-ös pedig északkeletnek folytatódik, Litki út néven. Nem sokkal ezután elhagyja a lakott területeket, utolsó kisvárdai körforgalmát – ahol a várost északkelet felől elkerülő 4155-ös úttal találkozik, már külterületen éri el, nagyjából 8,4 kilométer megtételét követően.
A 9. kilométere táján Döge határai közé érkezik, de lakott területeket ott nem érint; a 10+650 kilométerszelvénye táján már Fényeslitke területén folytatódik. 11,1 kilométer elérése előtt kiágazik belőle a 4152-es út Fényeslitke és Komoró lakott területei felé, a 4145-ös pedig azokat kelet felől elkerülve külterületen folytatódik. A 14. kilométere után a fényeslitkei ipari park kiszolgálására épült körforgalmon halad keresztül, bő fél kilométerrel arrébb – immár Komoró területén – egy újabb körforgalmon, amelybe nyugat felől a 41 145-ös út csatlakozik be; ez a 4-es főút itteni szakaszával köti össze az utat. Komorót nagy sugarú ívben kerüli el, és már majdnem a 17. kilométerénél jár, amikor visszatorkollik bele a 4152-es út.
17,3 kilométer után éri el Tuzsér déli határszélét, több kilométeren át iparterületek közt kanyarog, közben, a 19+450 kilométerszelvénye táján kiágazik belőle keleti irányban a 4112-es út Mándok felé, 20,9 kilométer után pedig nyugati irányban a 38 143-as számú mellékút, Tuzsér belterületére. 21,9 kilométer után eléri Tiszabezdéd határszélét, mintegy 300 méteren át a határvonalat kíséri, majd teljesen ez utóbbi település területére ér. 22,5 kilométer után kiágazik belőle a 4147-es út a település központja és Győröcske felé, ugyanott a korábbinál keletebbi irányt vesz. Következő, bő 5 kilométeres szakaszán jobbára lakatlan területek között húzódik, inkább csak iparvágányokkal találkozik, illetve áthalad néhány külterületi körforgalmon.
A 28. kilométere után Záhony határai közé ér, de ott is külterületek vagy ipari övezetek között folytatódik. A 29+250 kilométerszelvényétől pedig már Zsurk területén halad; kevéssel ezután keresztezi a Mátészalka–Záhony-vasútvonalat, és azzal párhuzamos irányba, hozzávetőlegesen északnak fordul. Így is ér véget, beletorkollva a 4115-ös útba, annak a 3.  kilométere előtt elhelyezkedő körforgalmú csomópontba.
Teljes hossza, az országos közutak térképes nyilvántartását szolgáló kira.gov.hu adatbázisa szerint 31,170 kilométer.

## Települések az út mentén
- Ajak
- Kisvárda
- (Döge)
- Fényeslitke
- Komoró
- Tuzsér
- Tiszabezdéd
- (Záhony)
- (Zsurk)

## Története
1934-ben a kereskedelem- és közlekedésügyi miniszter 70 846/1934. számú rendelete értelmében Ajak déli határától a fényeslitkei elágazásáig (sőt valószínűleg egy rövidebb szakaszon még Komoró-Tuzsér határvidékén is)  másodrendű főútként a Berettyóújfalu-Záhony közti 36-es főút része volt. Később a térség főútjait részlegesen átszámozták, ami után a 4-es főút része lett.
A Kartográfiai Vállalat 1970-ben kiadott, 1:525 000 léptékű Magyarország autótérképe ezt az útvonalat, ajaki kezdőpontjától Tiszabezdéd déli határáig (a mai 4147-es út szétválásáig) ugyancsak a 4-es főút részeként tünteti fel, folytatását pedig "egyéb út" jelöléssel ábrázolja. Az 1989-es kiadású Magyarország autóatlasza már a teljes útvonalat mellékútnak mutatja.